# Daiki Sugioka
Daiki Sugioka (n. 8 septembrie 1998, Adachi, Tōkyō, Japonia) este un fotbalist japonez.
Sugioka a debutat la echipa națională a Japoniei în anul 2019.

## Statistici
| Japonia | Japonia | Japonia |
| An      | Meciuri | Goluri  |
| ------- | ------- | ------- |
| 2019    | 3       | 0       |
| Total   | 3       | 0       |